# Filip Žáček
Filip Žáček (* 14. července 1987) je olomoucký regionální politik a právník.
Střední školu absolvoval na Gymnáziu Olomouc-Hejčín. Následné studium práv zahájil roku 2007 na Univerzitě Palackého v Olomouci a od roku 2011 v něm pokračoval na Panevropské vysoké škole v Bratislavě, kde také roku 2014 promoval. Je ženatý.
Roku 2005 vstoupil do České strany sociálně demokratické a byl také předsedou olomouckého klubu Mladých sociálních demokratů. Do olomouckého městského zastupitelstva kandidoval poprvé ve volbách roku 2006, ovšem zvolen byl až ve volbách roku 2010, kdy se stal nejmladším olomouckým zastupitelem, a poté znovu ve volbách roku 2014. Roku 2014 byl také zvolen do městské rady a o rok později se stal náměstkem primátora. Do jeho kompetence připadly odbory majetkoprávní, právní a investic. Kromě toho je také předsedou neziskové organizace Iniciativa pro podporu vypálených obcí, podporující české vesnice vypálené za 2. světové války nacisty, kterou spoluzakládal roku 2009.